# PRKG2
La proteína cinasa GMPc dependiente tipo II (PRKG2) (EC 2.7.11.12) es una enzima codificada en humanos por el gen PRKG2. Pertenece a la familia de las serina/treonina proteína cinasas específicas.

## Interacciones
La proteína PRKG2 ha demostrado ser capaz de interaccionar con:
- PTS.
- PLCB3.
- YWHAB.
- MYLK.
- LASP1.